# Comté de Webb
Le comté de Webb, en anglais : Webb County, est un comté situé au sud de l'État du Texas aux États-Unis et fondé le 28 janvier 1848. Son siège de comté est la ville de Laredo. Selon le recensement de 2020, sa population est de 267 114 habitants. Le comté a une superficie de 8 741 km2, dont 8 706 km2 en surfaces terrestres. Il est baptisé à la mémoire du juge James Webb.

## Organisation du comté
Le comté est fondé le 28 janvier 1848, à partir des terres des comtés de Bexar et de Nueces. Il est définitivement organisé, c'est-à-dire autonome, le 16 mars 1848. Après plusieurs échanges de terres avec les comtés voisins, ses limites actuelles sont finalement définies le 5 décembre 1921.
Le comté est baptisé en référence à James Webb (en), secrétaire au Trésor, secrétaire d'État et procureur général de la république du Texas, puis juge à la cour de district des États-Unis, après l'admission du Texas au statut d'État,,.

## Géographie

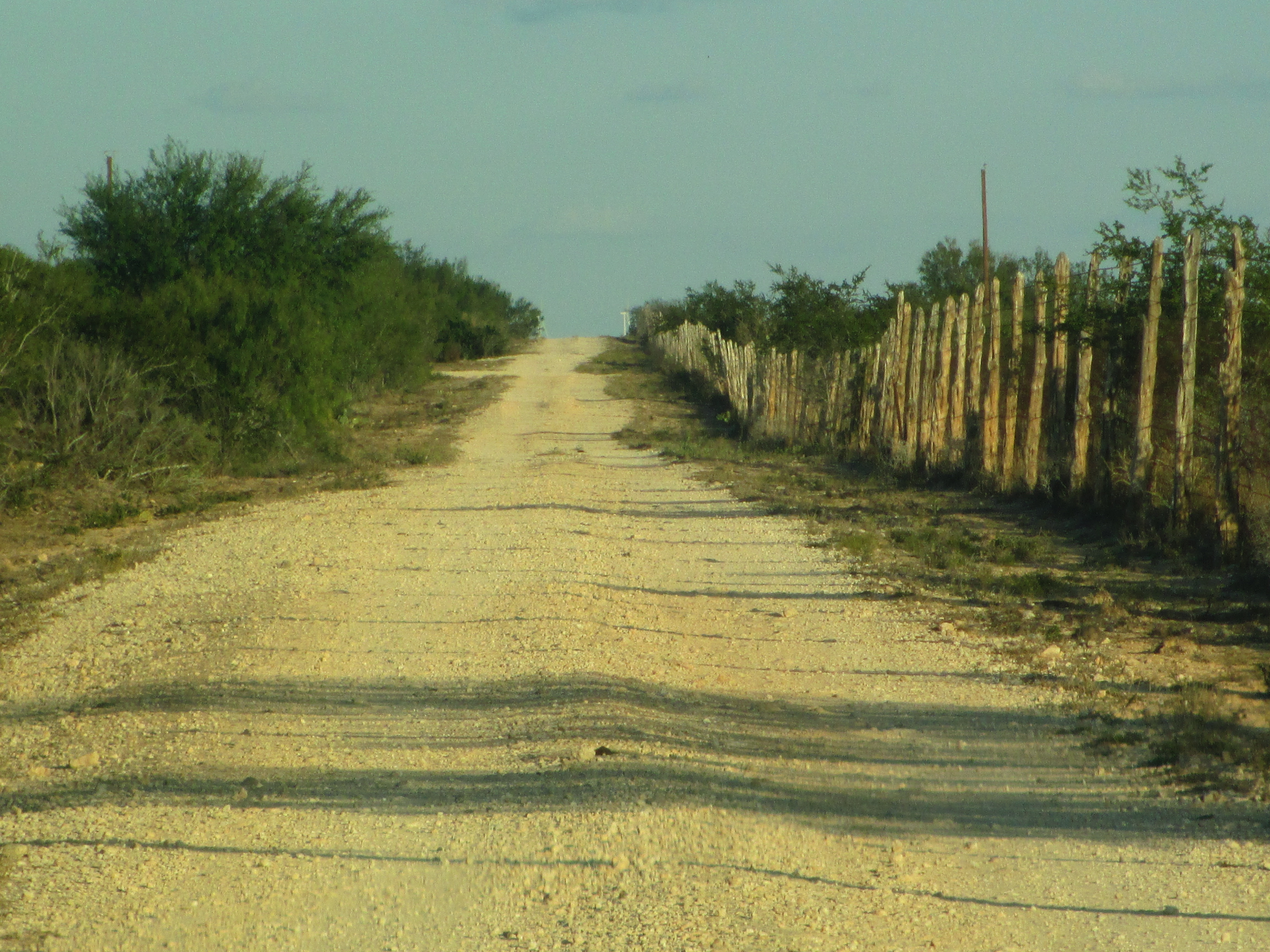
Chemin de ranch dans le comté de Webb.

Le comté de Webb se situe au sud de l'État du Texas, aux États-Unis,. Il est bordé à l'est par le Río Grande, qui forme la frontière avec le Mexique.
Il a une superficie totale de 8 741,6 km2, composée de 8 706,1 km2 de terres et de 35,5 km2 de zones aquatiques.

## Comtés adjacents
| Comté de Maverick | Comté de Dimmit, Comté de La Salle | Comté de McMullen |
|                   | comté de Webb                      | Comté de Duval    |
|                   | Comté de Zapata                    | Comté de Jim Hogg |

## Démographie

Pyramide des âges du comté de Webb (2000).

Lors du recensement de 2010, le comté comptait une population de 250 304 habitants. Elle est estimée, en 2017, à 274 794 habitants,.
| Groupes           | Comté de Webb | Texas | États-Unis |
| ----------------- | ------------- | ----- | ---------- |
| Blancs            | 88,0          | 70,4  | 72,4       |
| Autres            | 9,1           | 10,6  | 6,4        |
| Métis             | 1,5           | 2,5   | 2,7        |
| Asiatiques        | 0,6           | 3,8   | 4,8        |
| Afro-Américains   | 0,5           | 11,9  | 12,6       |
| Amérindiens       | 0,4           | 0,7   | 0,9        |
| Total             | 100           | 100   | 100        |
|                   |               |       |            |
| Latino-Américains | 95,7          | 37,6  | 16,7       |

## Galerie

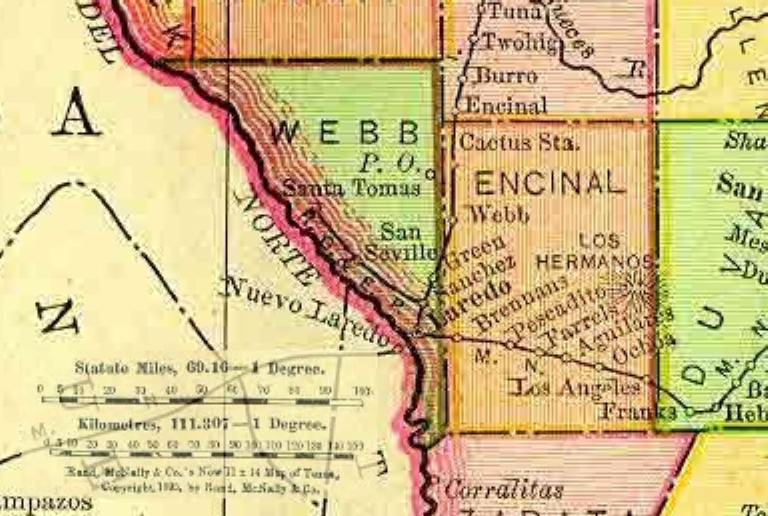
Carte des comtés de Webb et d'Encinal en 1895.
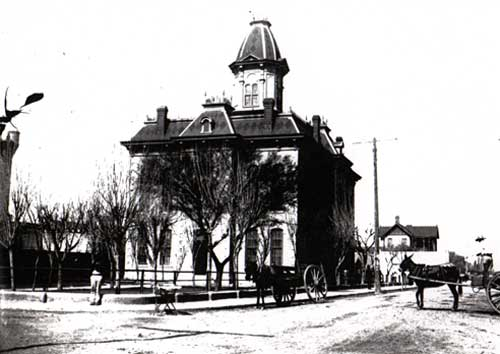
La maison du comté en 1905.
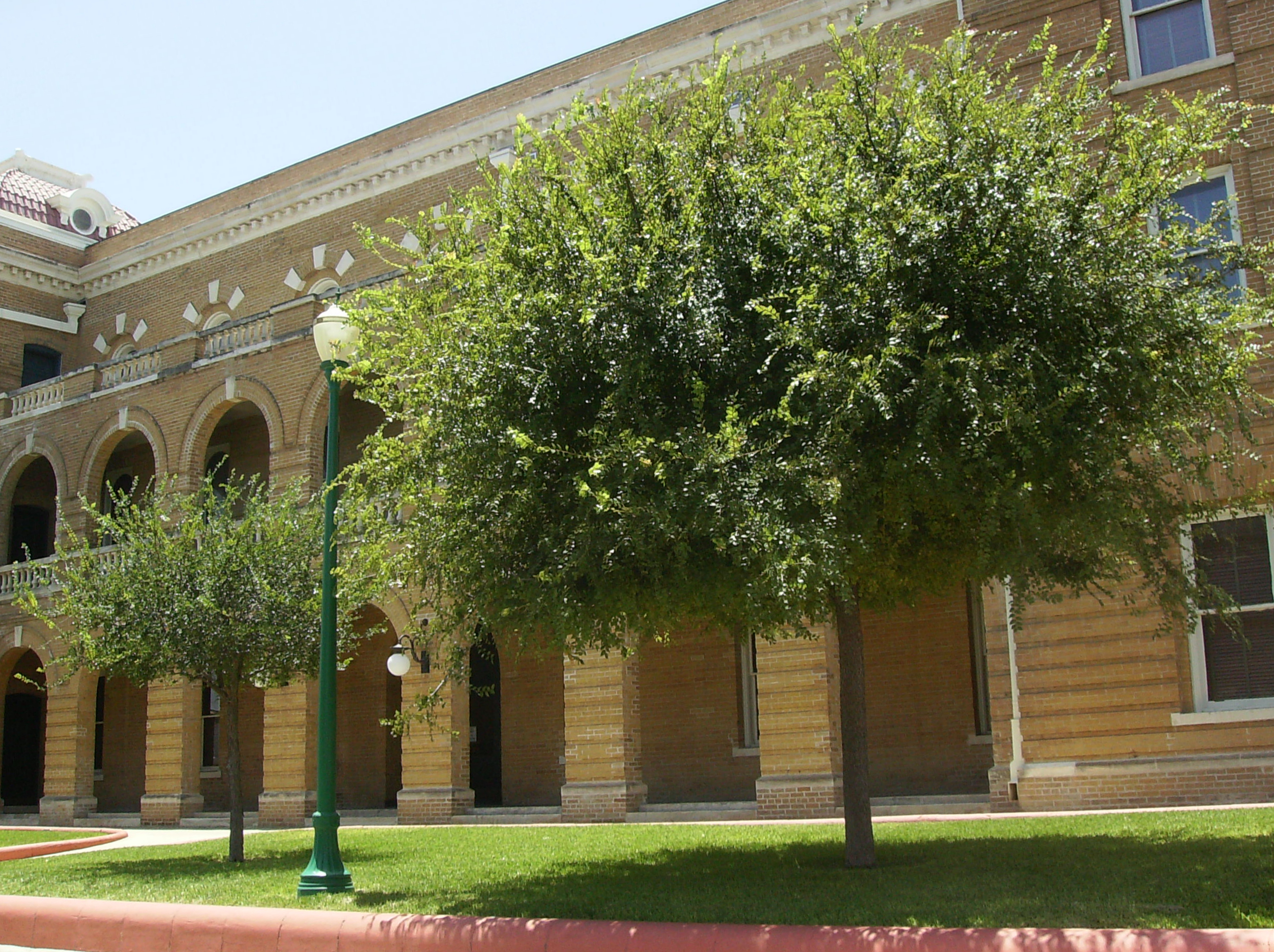
La maison du comté en 2007.
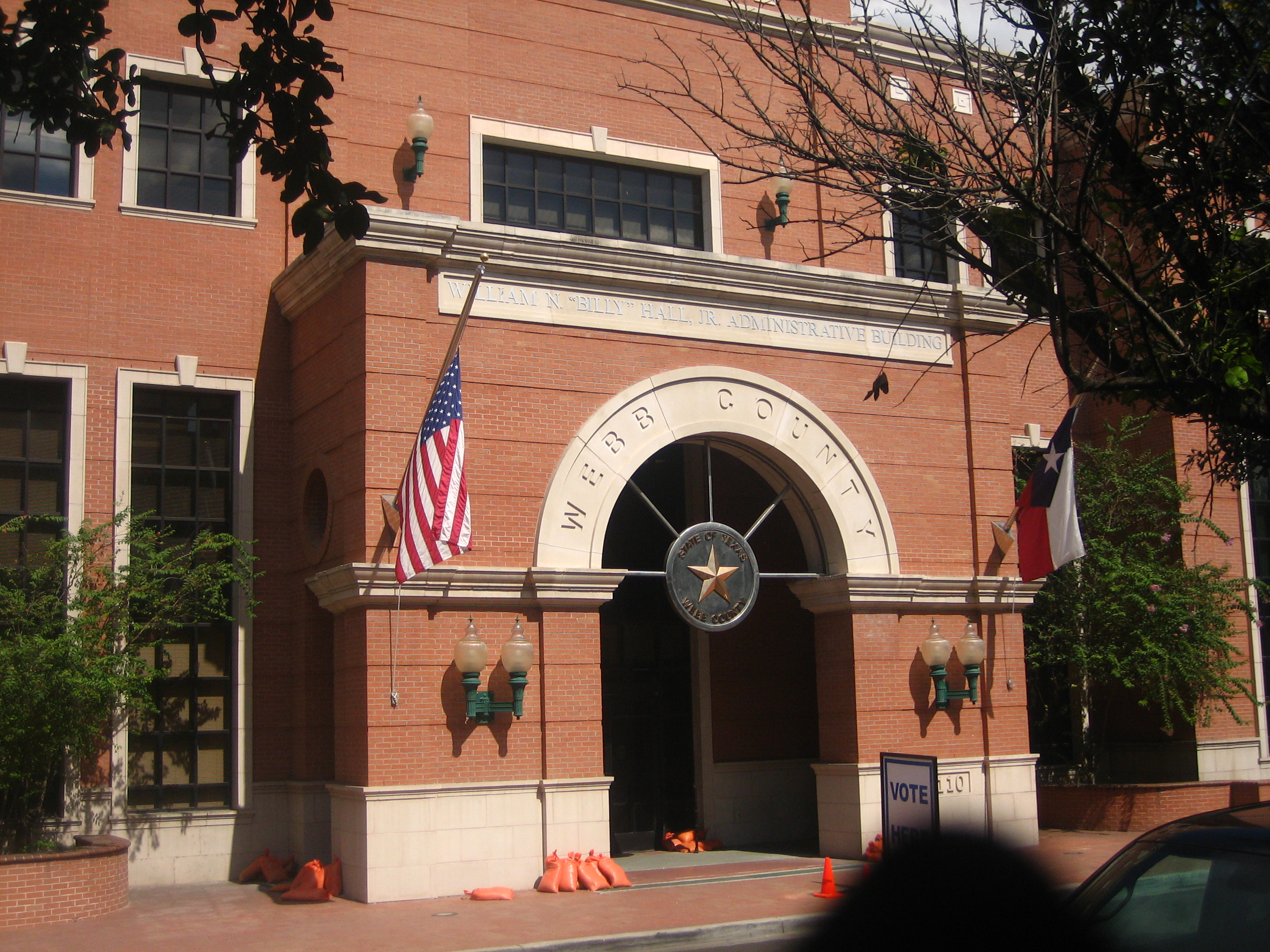
L'entrée Billy Hall (en) du bâtiment administratif annexe de la maison du comté.
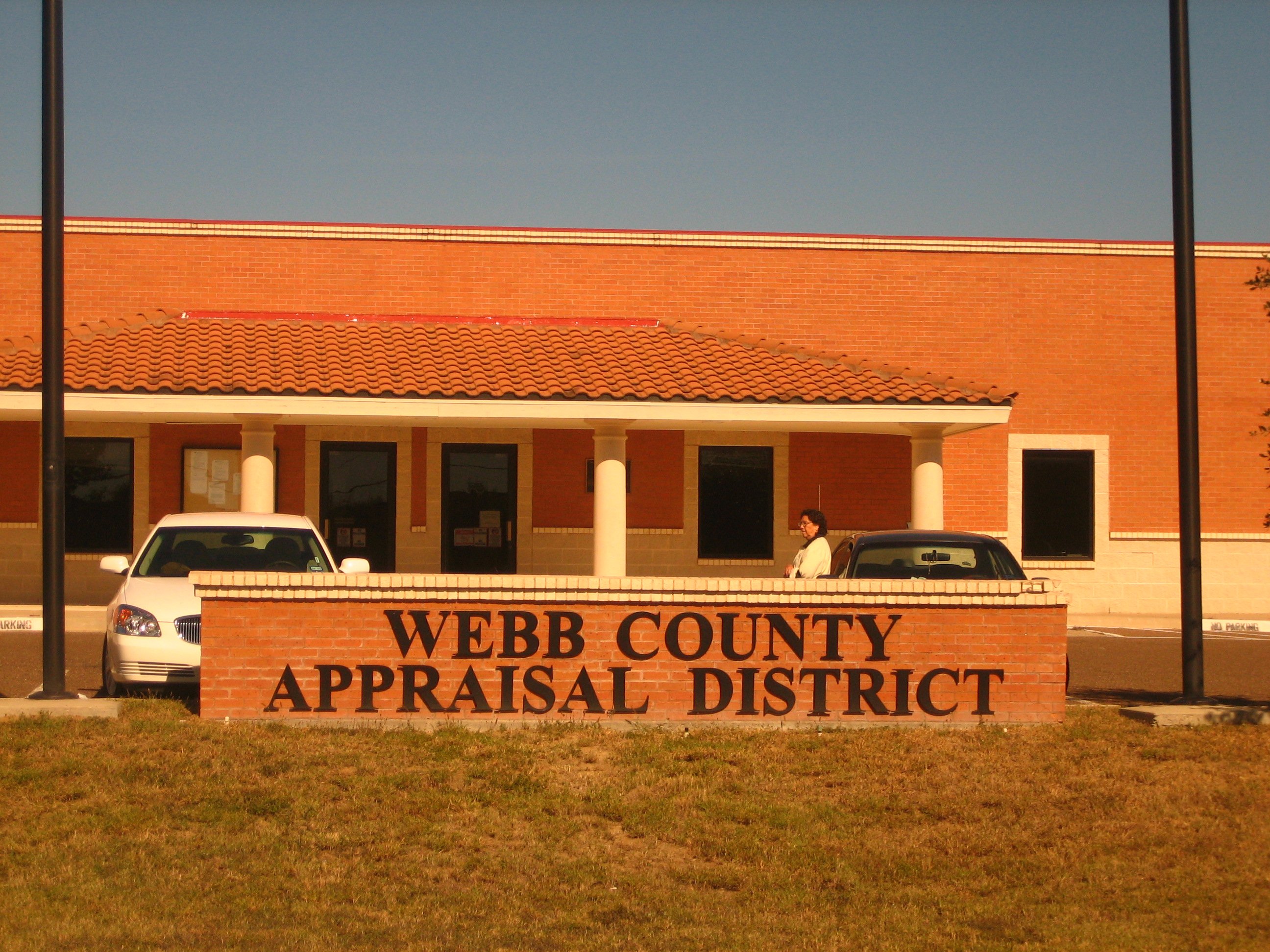
Le bureau de l'évaluation des biens immobiliers du comté de Webb à Laredo.
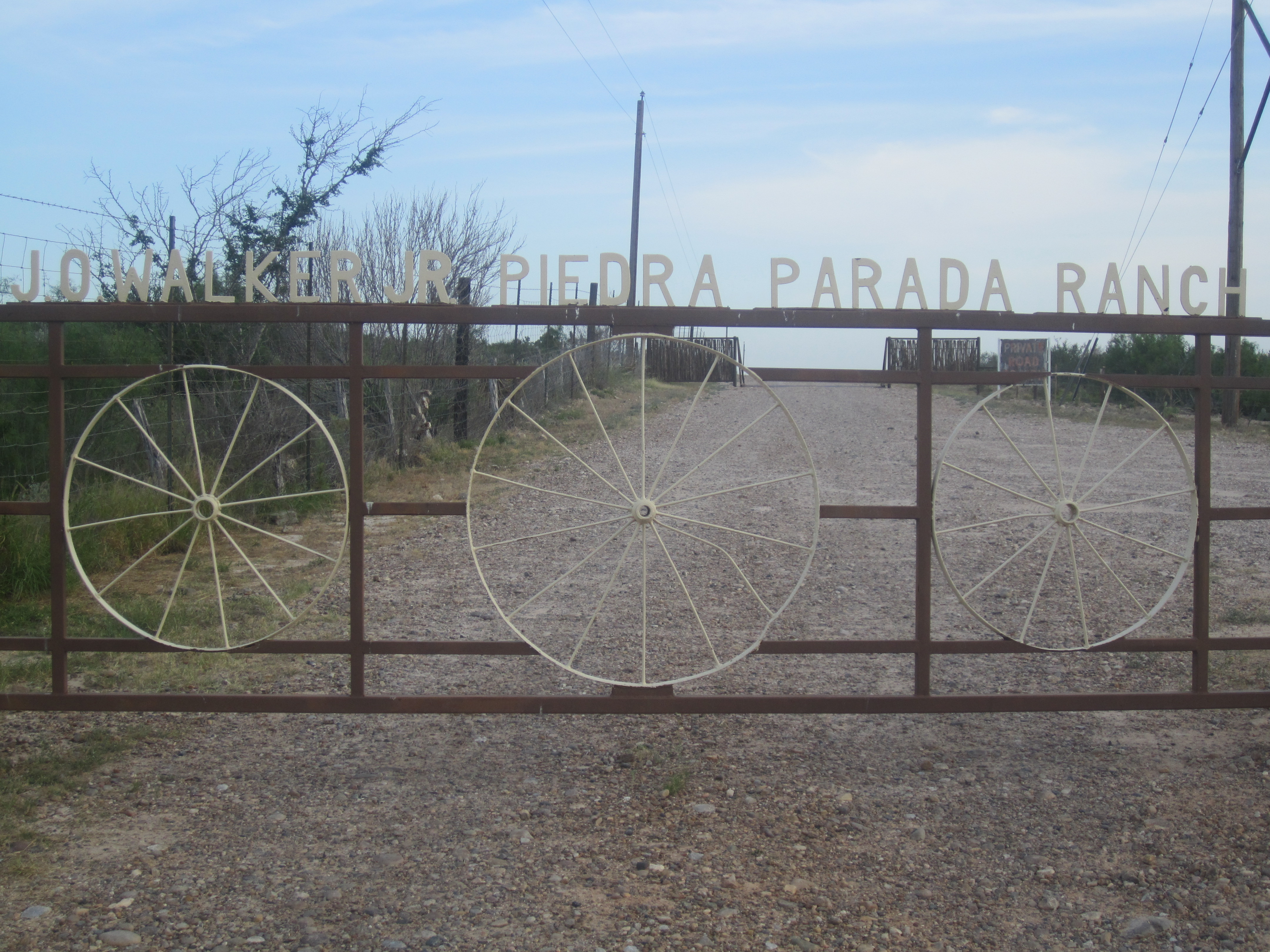
L'entrée du ranch Piedra Parada dans l'est du comté.
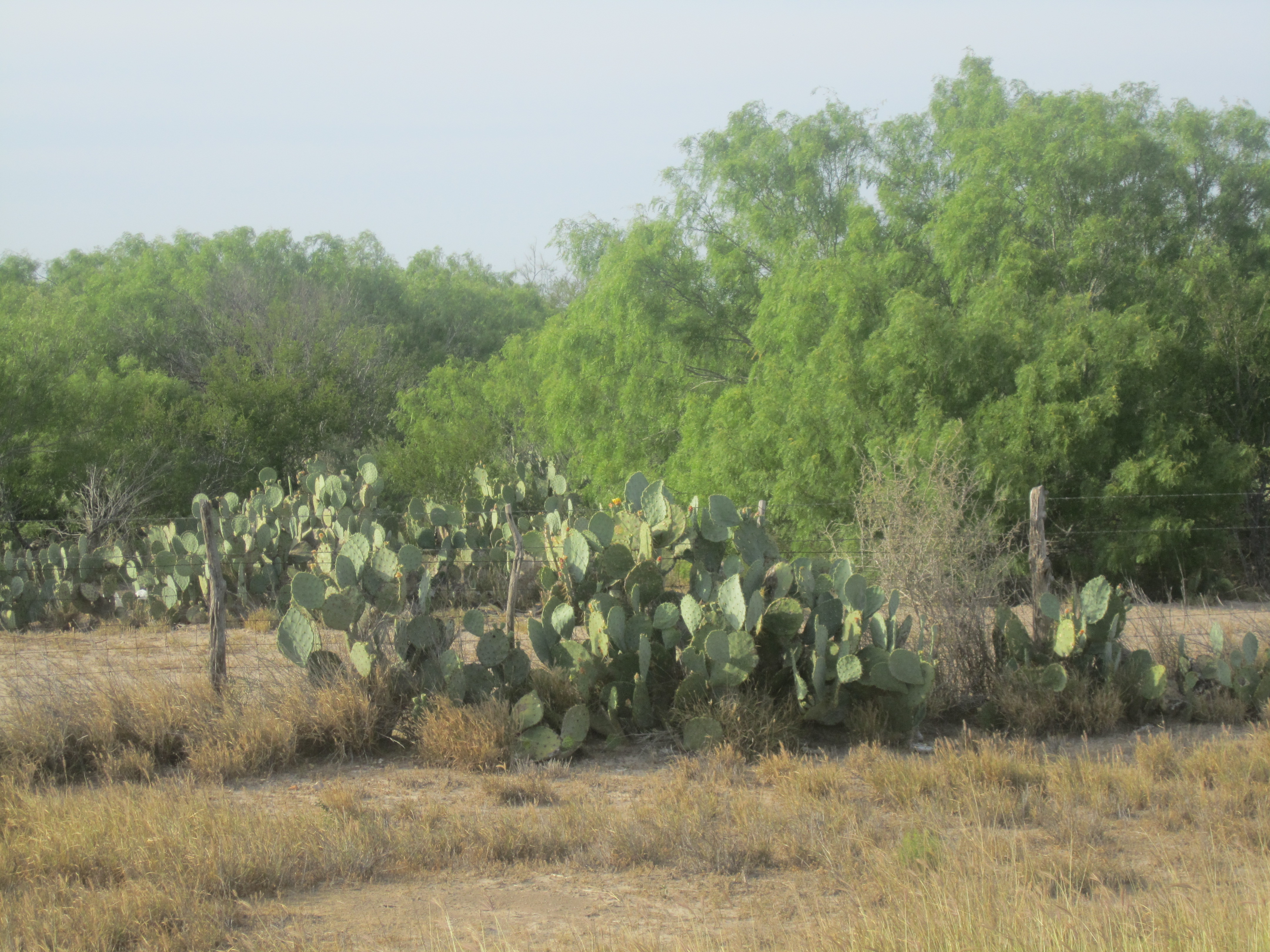
Cactus du genre Opuntia présents dans tout le comté.
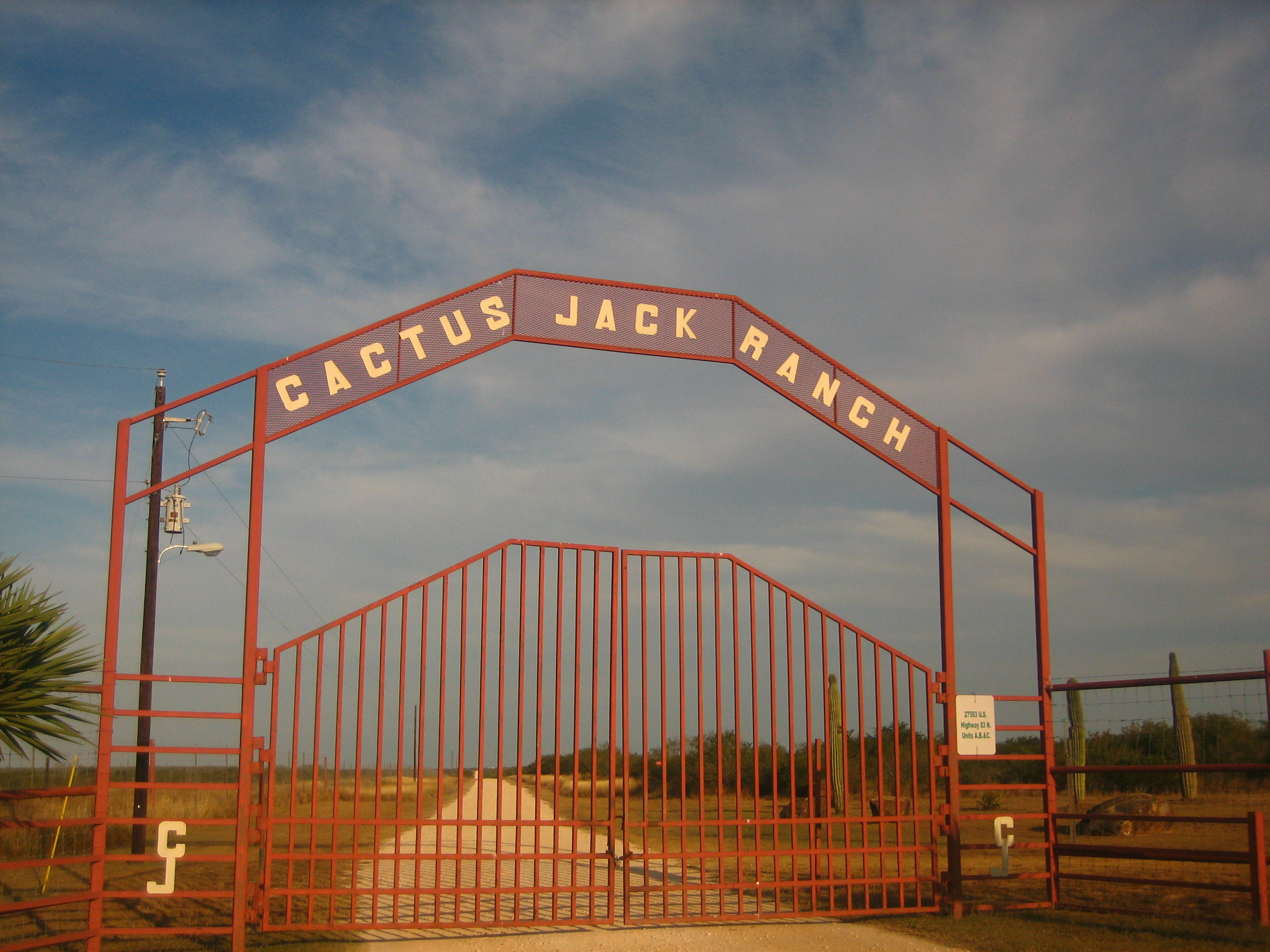
L'entrée du ranch Cactus Jack.
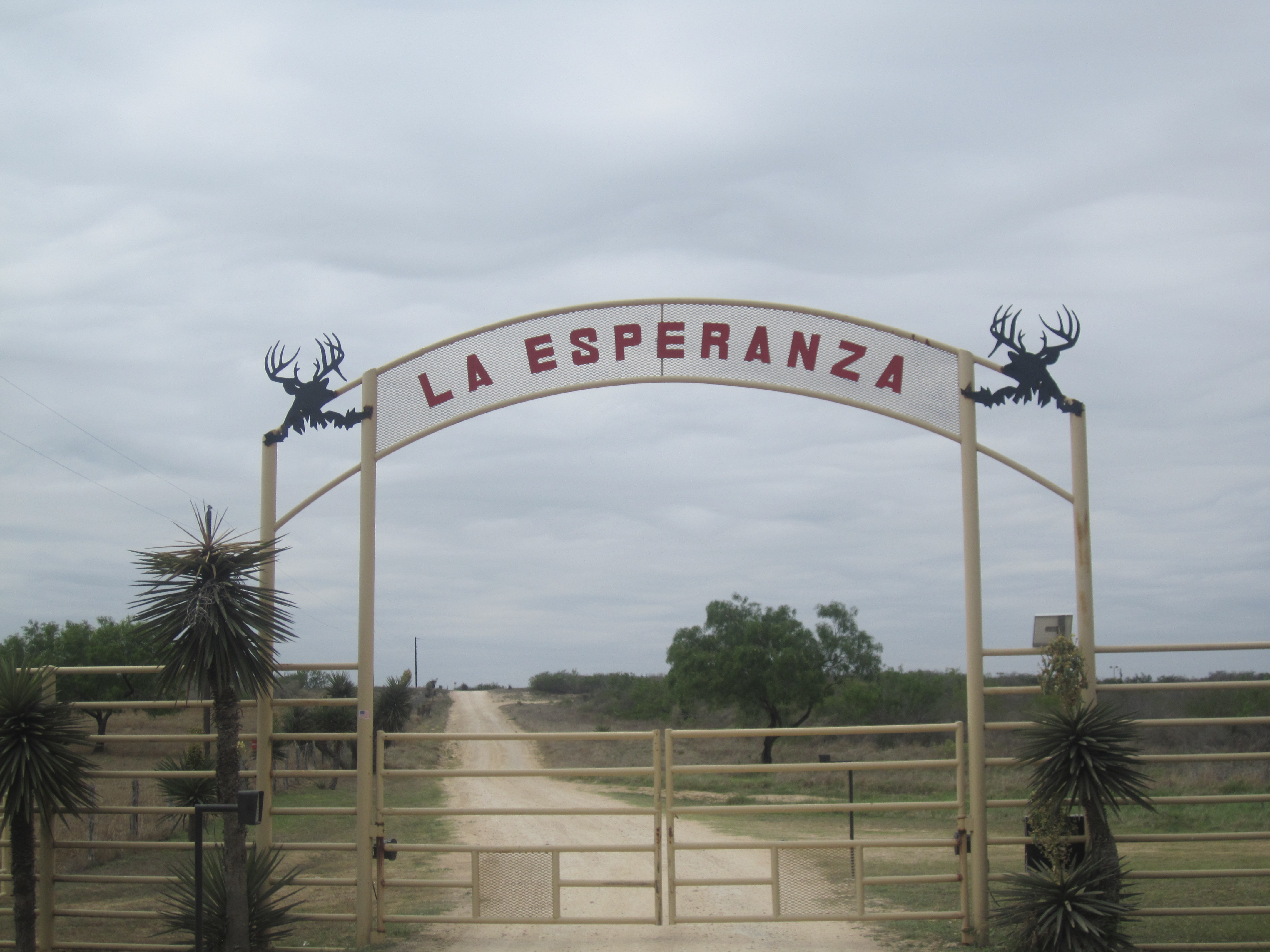
L'entrée du ranch La Esperanza au nord-ouest du comté.
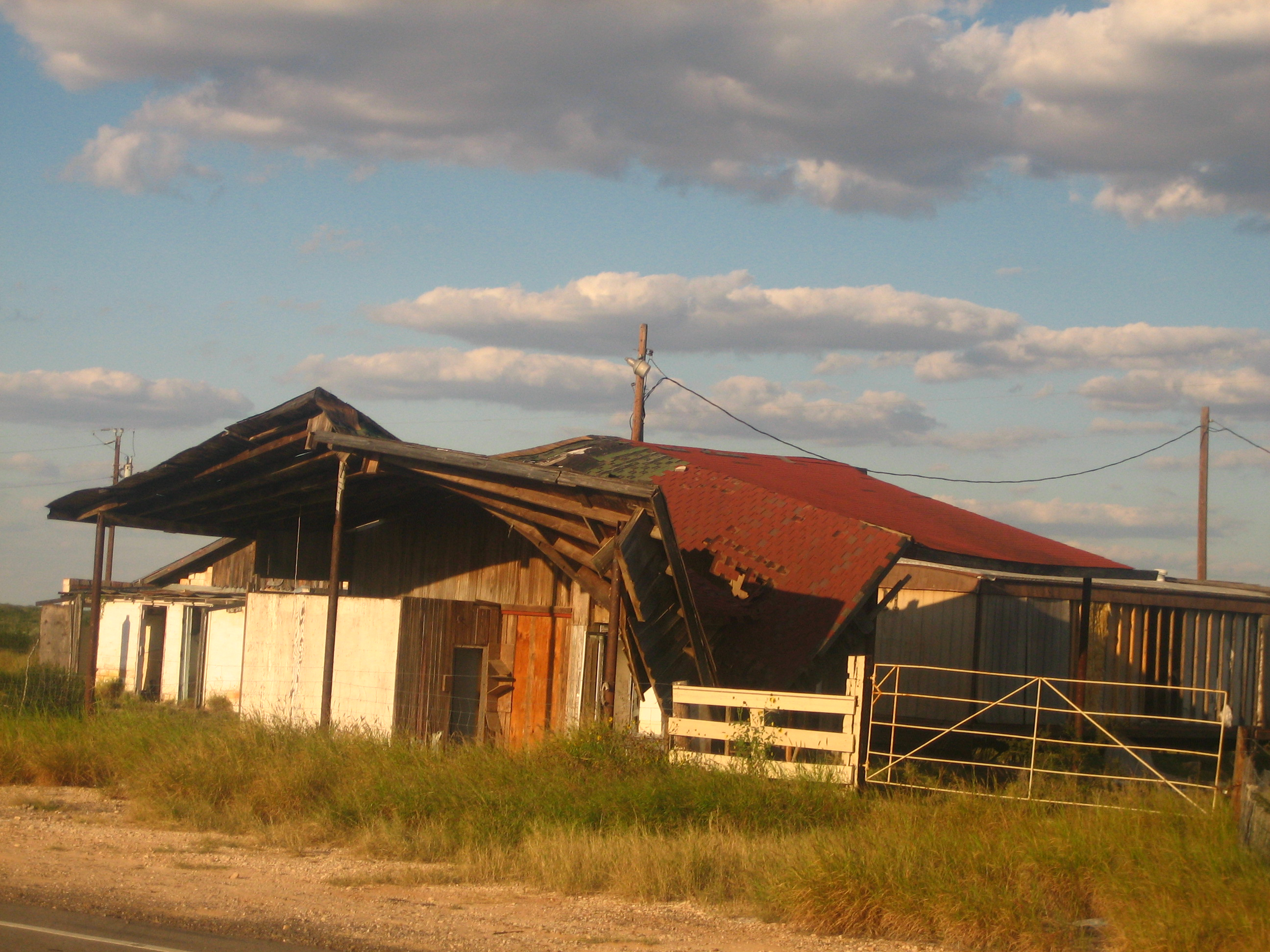
Un bâtiment abandonné le long de la route 83 des États-Unis dans le nord-ouest du comté de Webb.

### Source de la traduction
- (en) Cet article est partiellement ou en totalité issu de l’article de Wikipédia en anglais intitulé « Webb County, Texas » (voir la liste des auteurs).